# Convention furry
 (novembre 2021).
Une convention furry est un événement social, une convention de fans rassemblant des membres de la communauté furry. Ces événements durent plusieurs jours et sont habituellement organisés dans des hôtels réservés pour l’occasion. Ils mettent en avant la culture furry et permettent aux participants de se réunir autour de diverses activités. En 2018, la plus grande convention se tenait aux États-Unis avec 11 000 participants.

## Origine et développement
Les premiers rassemblements furry sont apparus en 1986 au sein des conventions de science fiction aux États-Unis. Au fil du temps, ces sous-groupes se sont organisés et ont créé leurs propres rassemblements spécialisés, en commençant par la ConFurence en 1989, qui réunit 65 personnes à sa première édition. Il existe désormais de nombreuses conventions à travers le monde, principalement en Amérique du Nord et en Europe.
Depuis, Internet a grandement contribué à l’expansion de la communauté. En 2019, les plus grandes conventions américaines sont la Midwest FurFest à Rosemont avec 11 000 participants et Anthrocon à Pittsburg avec 9 300. En Europe, la plus grande est Eurofurence (en) à Berlin avec 3 400 participants.

## Activités et déroulement
Les grandes conventions internationales se tiennent la plupart du temps dans des hôtels « privatisés » pour l'occasion, les hôteliers étant assurés d'un remplissage important de leurs établissement à l'occasion de cet événement. Par exemple, l'Eurofurence se tient à Berlin depuis plusieurs années, dans le plus grand complexe hôtelier et de convention d'Europe, l'ESTREL, qui possède plus de 1 000 chambres.
Elles se déroulent sur plusieurs jours, dans la semaine et/ou le weekend, avec un programme des activités, et parfois une thématique, ce qui permet aux participants d'adapter leur costumes s'ils le souhaitent. Par exemple en 2018, la thématique de l'Eurofurence était « Aviators : Conquer the sky ! ».
Les conventions commencent et finissent généralement par une cérémonie d'ouverture et de fin.

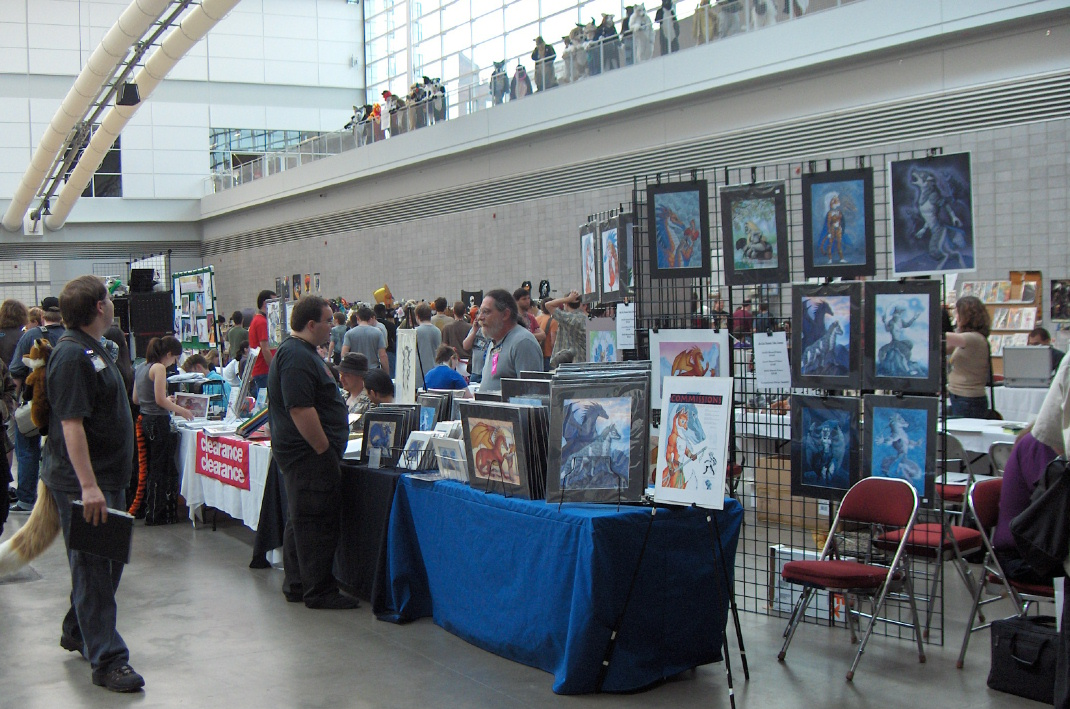
Espace destiné aux revendeurs, Anthrocon convention.

La programmation des conventions peut être variée et différents espaces y sont organisés.
Il y a généralement un espace destiné au revendeurs d'articles en relations avec le monde furry, le « dealer's den » (la « tanière des revendeurs ») et aussi des articles souvenirs de la convention en question.
Il y a aussi un espace réservé pour les artistes et créateurs de costumes, et de dessins, l'« artists alley » (l'« allée des artistes »).

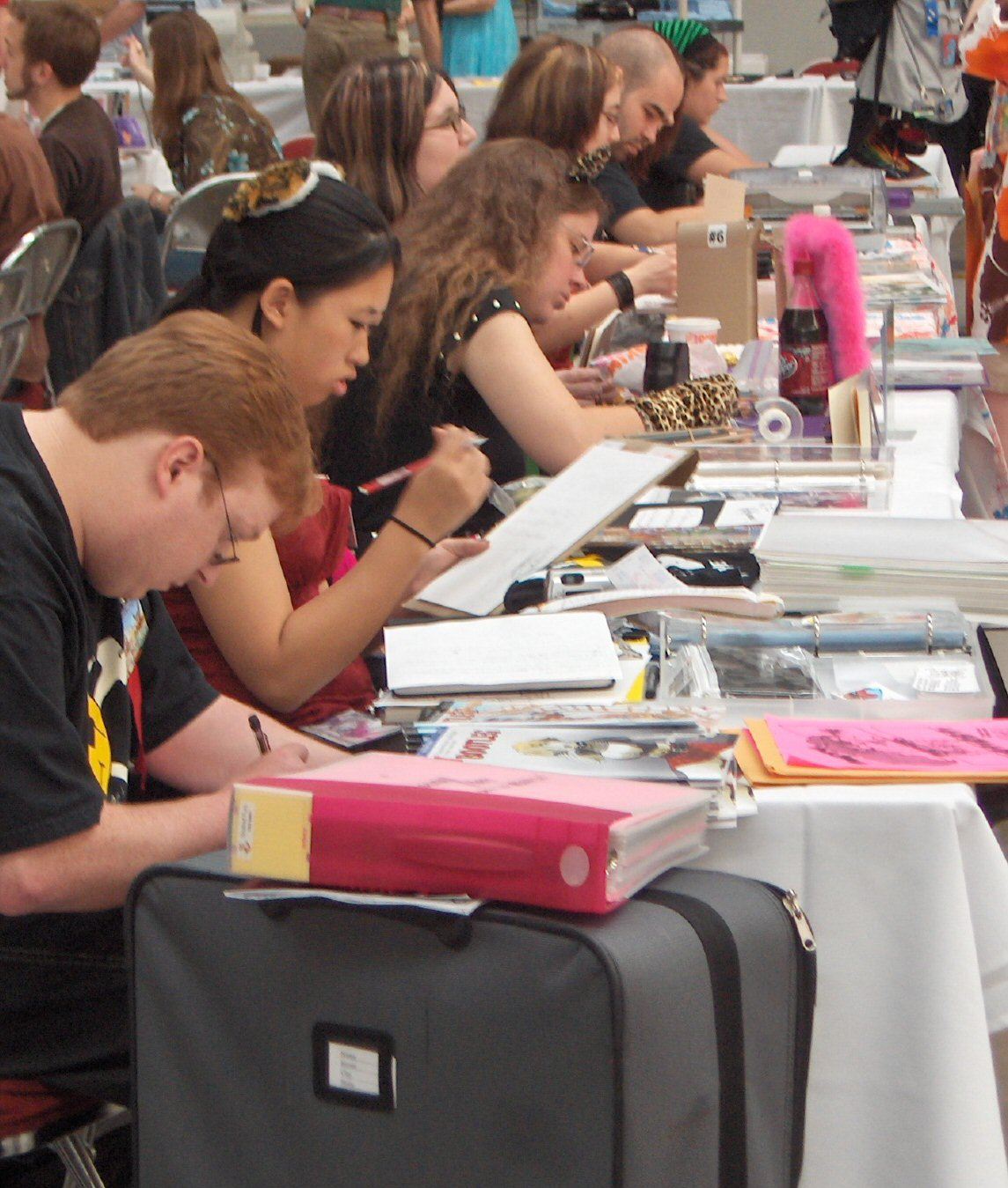
Espace destiné aux artistes, Anthrocon convention.

La plupart des divertissements sont des jeux[source insuffisante] (laser games, chasses au trésor, des défis en costumes, battles de danses[source insuffisante]…), des conférences avec des invités « de marque » comme les organisateurs d'autres conventions furry, ou des ateliers de démonstration (qui peuvent ne rien avoir avec le monde furry), des karaokés, etc.
Habituellement une « parade » de tous les participants en costumes est organisée[source secondaire souhaitée].

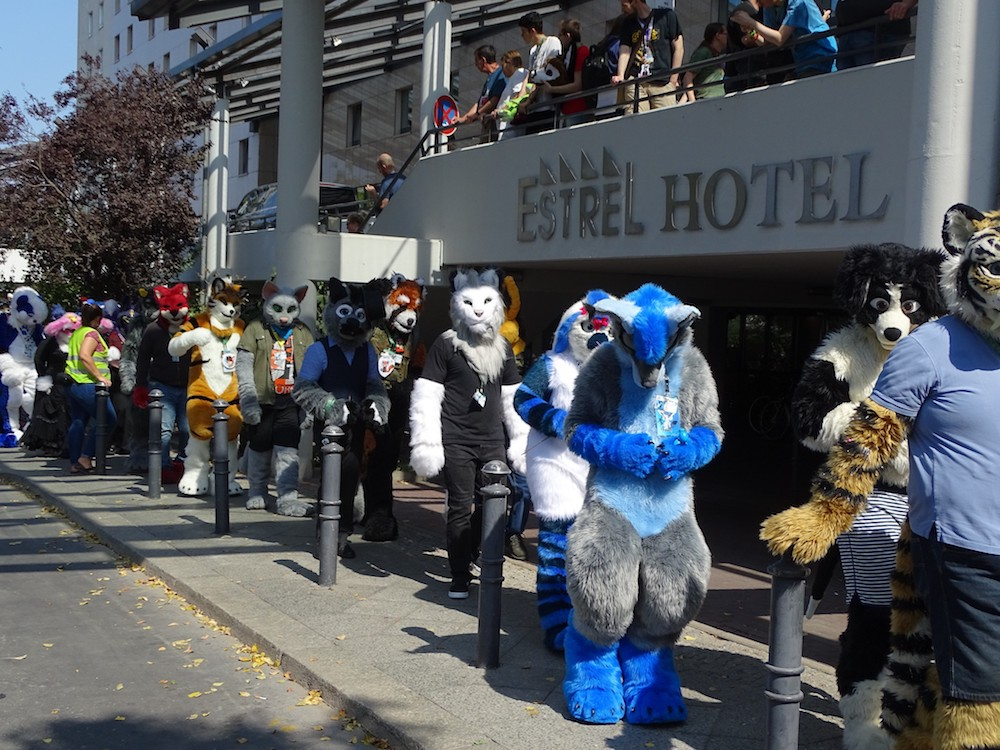
Une parade de furries dans les rues de Berlin (Berlin Eurofurence 2018).

## Participants

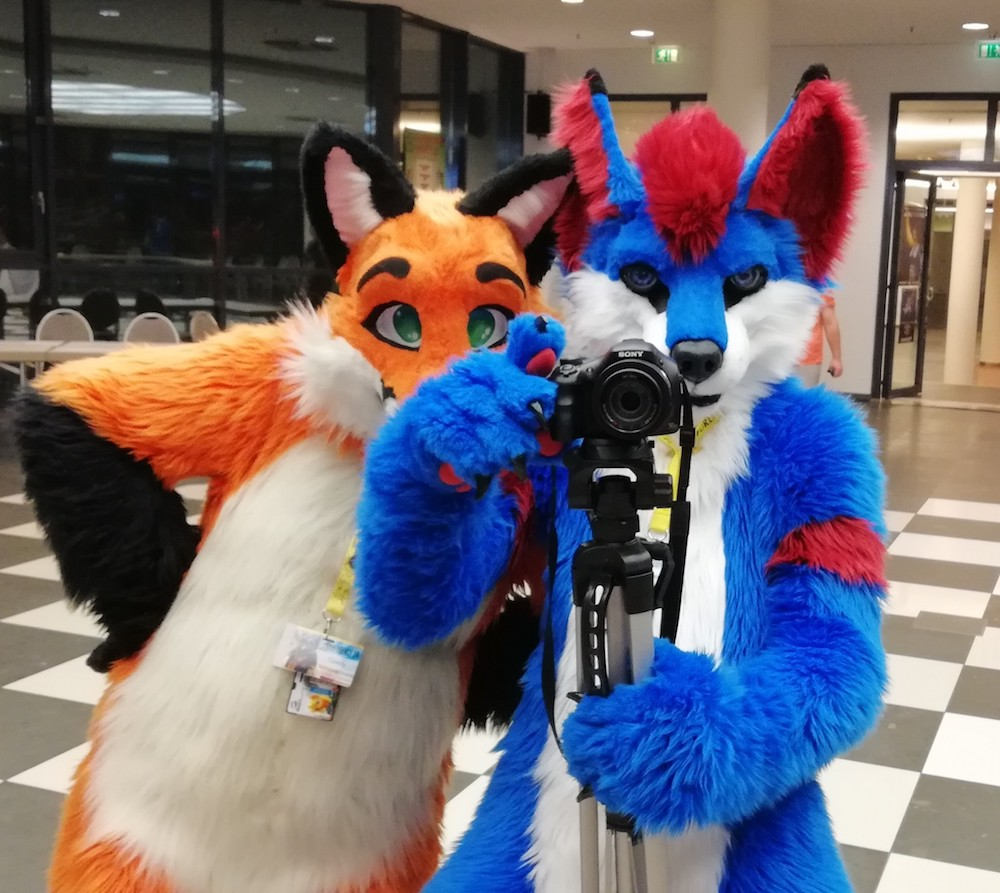
Deux « suiters » : « Filixx Fox » (en bleu) et « Reedy Creek » (en orange) lors d'une convention (Berlin Eurofurence 2018).

Il y a plusieurs types de participants dans les conventions. Ils peuvent venir de loin y compris de l'étranger et même d'autres continents.
Outre les « suiters » des personnes peu ou pas costumées fréquentent les conventions furry. Un costume de furry est une pièce unique fabriquée par des artisans, sur mesure pour le suiter, et au vu du prix qui dépasse généralement plusieurs milliers d'euros, tout le monde ne peut pas forcément en avoir une.
Par exemple, un sondage mené par une équipe de doctorants, post-doctorants et étudiants de l'université de californie en 2007, montre que 83 % des participants ne possèdent pas de costumes.
Ainsi, certaines personnes ne possèdent que la tête de leur personnage, et parfois quelques accessoires (queue ou pattes par exemple). D'autres personnes peuvent également ne pas avoir de pièce de costume du tout ; soit ils accompagnent un ami, soit ils découvrent ce genre de convention, et n'ont pas encore investis dans un costume. Ceux là portent généralement autour du coup un badge avec leur nom et image de « fursona » (personnage dans le monde des furries). Ils peuvent ensuite évoluer vers un personnage en costume complet, le fursona devient réalité. Certaines conventions sont majoritairement fréquentées par des « non furry ». Particulièrement les plus grosses, qui attirent des participants comme la Midwest Furfest, où les furries sont minoritaires[source secondaire souhaitée].

## Organisation
Outre les participants eux-mêmes, une équipe d'organisateurs bénévoles s'occupe de toute la mise en place de la convention. Les grandes conventions accueillant des centaines ou des milliers de participants demandent une équipe de plusieurs dizaines de bénévoles, voir une centaine. C'est un  énorme travail de préparation, d'organisation, de mise en place, d'accompagnement, et désinstallation.

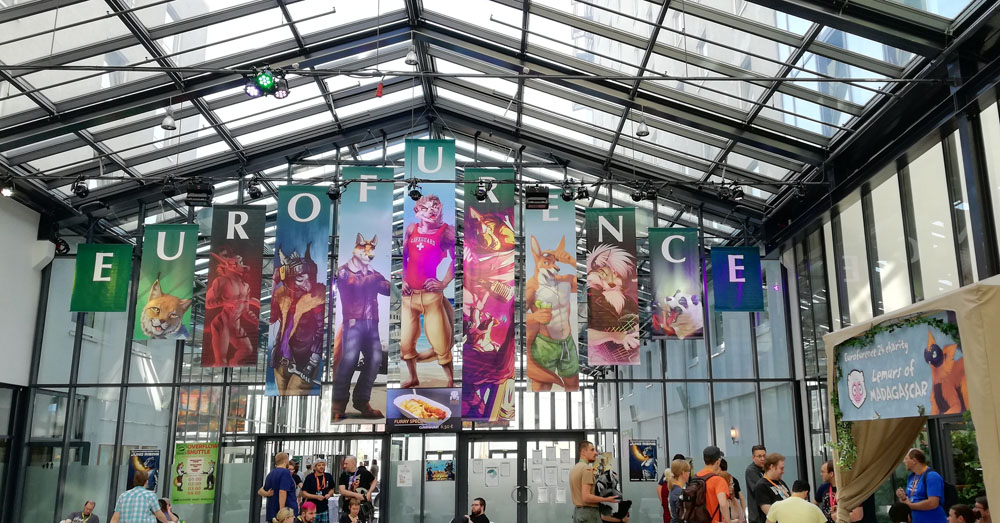
Exemple de décoration lors d'une convention furry, Eurofurence Berlin 2018.

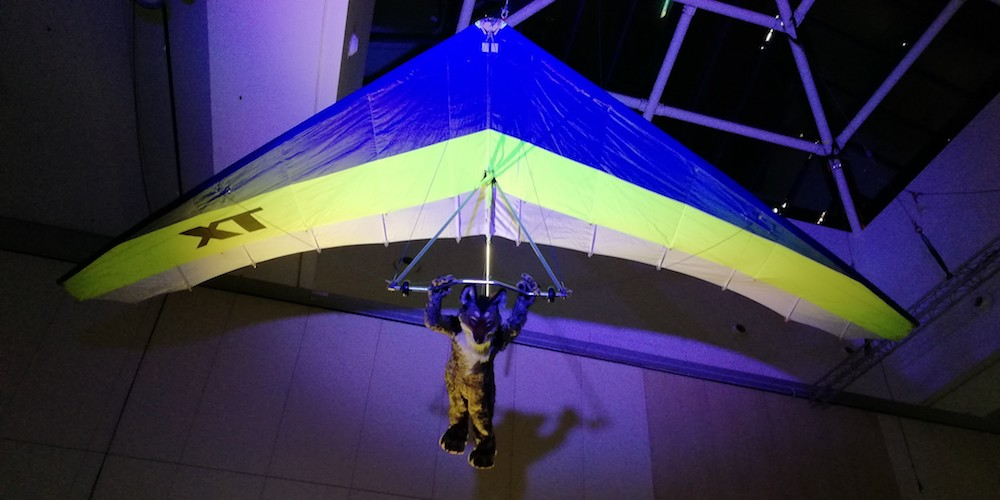
Exemple de décoration lors d'une convention furry.

Les organisateurs peuvent parfois avoir recours à des entreprises externes, et donc engager des frais.
Les revenus permettant de payer tous les coûts sont généralement tirés de la vente de billets aux participants. Certains participants peuvent décider de donner une aide financières et devenir sponsors de l'évènement. Les billets peuvent coûter de quelques dizaines d'euros pour un ticket simple d'une journée à plusieurs centaines pour une participation à toute la durée de la convention en tant que sponsor.[réf. souhaitée] Les sites internet des organisateurs permettent aux participant de s'enregistrer, et les prix des tickets y sont affichés.

## Couverture médiatique et internet
Ces événements sont généralement filmés et photographiés en partie par les participants et peuvent se retrouver sur les réseaux sociaux dédiés, et sur les sites d'hébergement de vidéos. Les organisateurs peuvent avoir une équipe chargée de photographier et filmer l'évènement. Certains hôtels possèdent une chaine télé interne et des moyens techniques que peuvent utiliser les organisateurs pour retransmettre les événements de la convention dans les chambres des participants qui ne pourraient y assister, par manque de place, ou pour se reposer.
Les médias comme la télé peuvent parfois faire des reportages lors des grandes conventions,,.

## Les conventions dans le monde
Des conventions furry sont organisées dans beaucoup de pays.
Les États-Unis, pays d'origine, accueillent le plus grand nombre de conventions, des plus petites aux plus grandes. On[Qui ?] estime à deux cent cinquante mille le nombre de furries dans ce pays.
Sur le continent américain, des conventions ont également lieu (les références pour chaque pays sont données en exemple et ne sont pas exhaustives) au Canada, Brésil, Mexique. Mais on trouve des conventions dans le monde entier : Russie, Australie, Japon, Thaïlande, Philippines, Taïwan…

### En Europe
En Europe, il y a des conventions dans beaucoup de pays : au Royaume-Uni, en France, en Norvège, en Suisse, en Pologne, République tchèque, aux Pays-Bas, en Espagne, en Suède, en Italie…
Cependant l'Allemagne est l'un des pays les plus actifs dans l'organisation de conventions[source secondaire souhaitée], avec notamment la plus grande convention dans le monde après celles des États-Unis qui se tient tous les ans à Berlin : l'Eurofurence.
En Allemagne, il y a aussi L'EAST qui se tient à Suhl et la Furvester depuis 2017 à Stuttgart.

### En France
En France, les conventions furry sont moins nombreuses que dans les pays anglo-saxons[source secondaire souhaitée].
De 2003 à 2007 s'organisait la FranFurence, première convention organisée de manière nationale. De 2010 à 2019, d'autres convention se sont organisé avec la Furry Black Light, organisé au départ à Maurepas et prévu en 2025 à Saint-Denis, est la plus grande convention française avec 800 participants en 2024. La Fauntastic organisé dans les alentours de Lyon, crée en 2019. S'est aussi crée la Furlille en 2010 et arrêté en 2019.
Post pandémie de Covid-19, les conventions furry commencent à se démocratiser avec l'apparition de plusieurs convention comme la CanthroFur dans le Puy-de-Dôme, la Fur-East à Strasbourg, les Furfurieux près de Metz ou bien la FurCalvaDance en Normandie.
Des réunions informelles, dites « furmeets », des «furbars» ou simplement « meet » existent également, organisées par des associations ou non. Il s'agit de rencontres entre furries, de durée plus courte, (une après midi par exemple). En septembre 2018, à Rennes se tient par exemple pour la première fois le meet « Furennes ».

## Perception par le grand public
Ces rassemblements, et la scène furry en général, peu connus du grand public, notamment en dehors des pays anglo-saxons, peuvent être parfois mal compris et associés à du fétichisme. Certains y voient une connotation sexuelle qui n'a pas lieu d'être en réalité.
Certains furries sont gays, mais pas majoritairement, même si la proportion dans les furries est supérieure à la moyenne de la population en général. Divers études sociologiques existent sur le sujet furry,. Ainsi en 2007, un sondage effectué par le département de psychologie de l'université de Californie, portant sur 600 participants d'une convention a récolté des données sur le type de gens présents, et permis de se faire une idée sur les orientations politiques, sexuelles, sur les revenus et leur niveau d'implication dans le mouvement furry. Ce sondage a donné lieu à la publication d'un document de synthèse

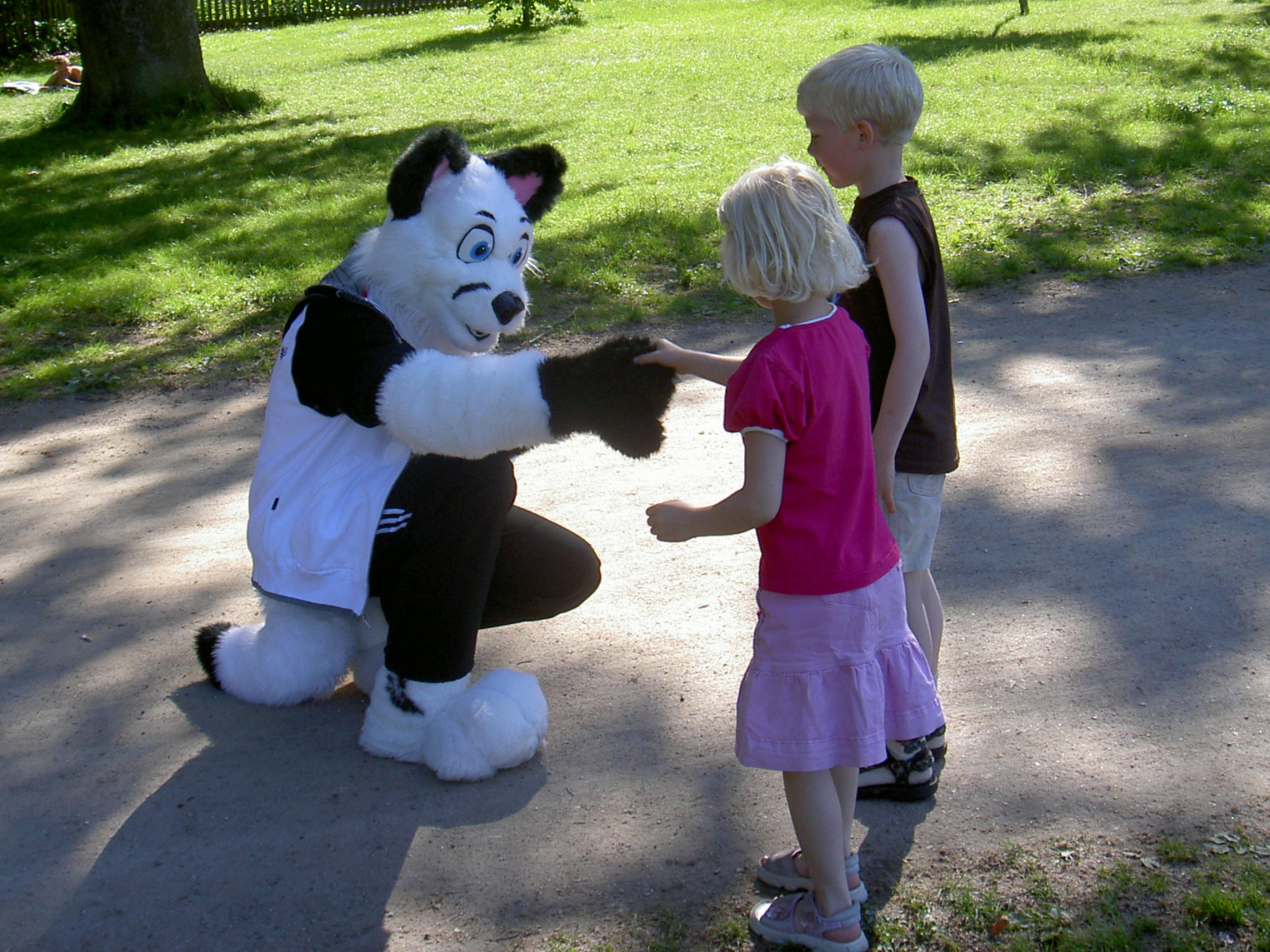
Fursuiter et enfants, à Copenhague

.
Suivant les pays, et la popularité de ce genre de manifestation, certaines personnes considèrent les furries comme « dérangés », tandis que d'autres trouvent cela un peu bizarre, ou surprenant mais amusant, ou bien encore que ça n'a rien de choquant ni dérangeant. Les pays nordiques et anglo-saxons sont plus habitués et ouverts à ces rassemblements[réf. nécessaire].